# Ylinen Leppäjärvi
Ylinen Leppäjärvi är en sjö i Pajala kommun i Norrbotten och ingår i Kalixälvens huvudavrinningsområde.